# Vliegtuigcrash Castelré

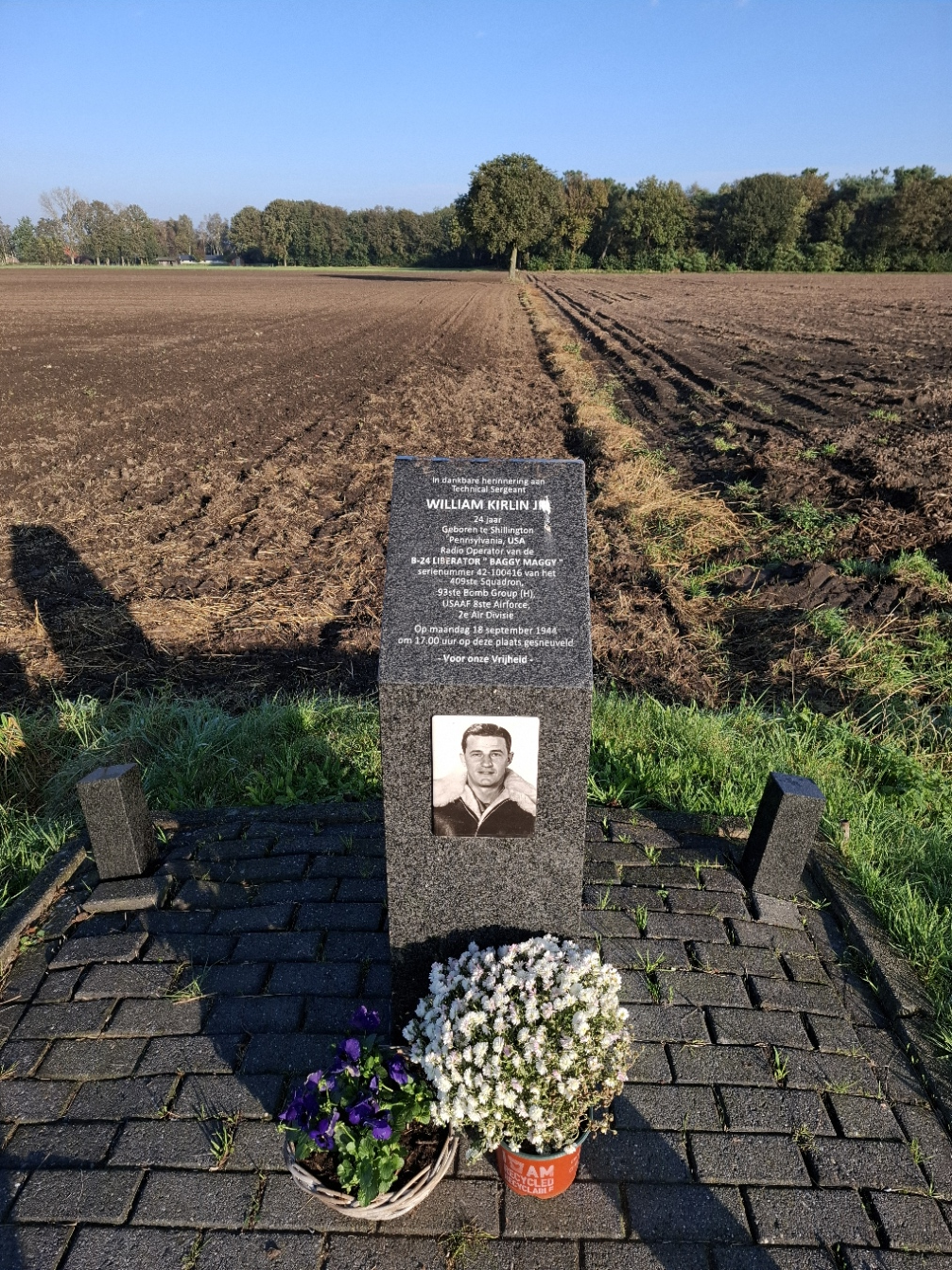
Monument van de vliegtuigcrash in Castelré op 18 september 1944

De vliegtuigcrash aan de Hoogstratensebaan in Castelré betrof een Amerikaanse bommenwerper, genaamd Baggy Maggy.
Op 18 september 1944, om 17.00 uur, maakte het vliegtuig een noodlanding in de buurt van Castelré, Nederland. Het toestel, onderdeel van de 93rd Bomb Group/409th Bomb Squadron, was getroffen door Duits luchtafweervuur tijdens een missie boven Groesbeek. Bij de landing raakte de bommenwerper zwaar beschadigd en werd uiteindelijk door de Duitsers in brand geschoten, terwijl het stoffelijk overschot van radiotelegrafist Bill Kirlin nog vastzat in het wrak. Deze gebeurtenis betekende het einde van een vliegtuig dat vele missies had uitgevoerd tijdens de Tweede Wereldoorlog.

## Missie en noodlanding
Baggy Maggy had deelgenomen aan verschillende bombardementen op Duitse doelen in Frankrijk en Duitsland en stond bekend als een betrouwbaar toestel. Het was onder andere betrokken bij de legendarische aanval op de olie-installaties van Ploiești in Roemenië. Op 18 september 1944 kwam het vliegtuig echter in de problemen toen het werd getroffen door granaatscherven tijdens een aanval op Groesbeek. Gezagvoerder Larry Hewin raakte ernstig gewond door scherven in zijn nek en benen, terwijl de bemanning probeerde het beschadigde vliegtuig in de lucht te houden.

### De crash
Na enkele kritieke momenten aan boord, waarbij tweede piloot Richard Scott en bommenrichter George Sadler het vliegtuig probeerden te besturen, verloor Baggy Maggy uiteindelijk hoogte. Het vliegtuig stortte neer bij Castelré en brak in stukken toen het de grond raakte. Radiotelegrafist Bill Kirlin, die geweigerd had zijn positie in te nemen omdat hij de verwondingen van Hewin verzorgde, kwam om het leven toen hij verpletterd werd door een geschutkoepel. De overige bemanningsleden overleefden de crash, maar werden krijgsgevangen genomen door de Duitsers.

## Overlevenden en krijgsgevangenschap
De bemanningsleden die de crash overleefden, waaronder piloot Larry Hewin, co-piloot Richard Scott en bommenrichter George Sadler, werden naar verschillende krijgsgevangenkampen in Duitsland gebracht. Na de oorlog zouden zij terugkeren naar de Verenigde Staten, waar ze vijftig jaar lang geen contact met elkaar hadden. In de jaren negentig bracht een speurtocht van amateurhistoricus Jos van Roozendaal hen weer bij elkaar.
Gedenkplaatsen en Herinnering
Het verbrande lichaam van Bill Kirlin werd oorspronkelijk begraven bij de crashlocatie, maar na de bevrijding werd hij herbegraven op de Amerikaanse Begraafplaats in Margraten, Nederland. In 1994 werd een monument onthuld op de plek van de crash, waar enkele van de overlevende bemanningsleden en de jongste zus van Kirlin, Gertrude Stuber-Kirlin, aanwezig waren.
De inspanningen van Van Roozendaal, samen met de verhalen van de overlevenden, hebben ervoor gezorgd dat de herinnering aan Baggy Maggy en haar bemanning levend is gebleven. Een belangrijke bron is het werk van Van Roozendaal, dat gedetailleerd verslag doet van de gebeurtenissen en een eerbetoon is aan de moed en opoffering van de bemanning.

## Bemanning van Baggy Maggy
- Piloot: 2nd Lt. Larry Hewin
- Co-piloot: 2nd Lt. Richard Scott
- Navigator: 2nd Lt. H. Greenberg
- Bommenrichter: 2nd Lt. George Sadler
- Boordschutter: T/Sgt. Donald W. Dukeman
- Boordschutter: S/Sgt. Eugene H. Shabatura
- Boordschutter: S/Sgt. G.S. Burford
- Boordschutter: S/Sgt. O.M. Malone
- Dropmaster: Pfc. J. Bolton
- Radiotelegrafist: T/Sgt. Bill Kirlin (†), postuum onderscheiden met het Distinguished Flying Cross